# Andreas Dress (Mathematiker)

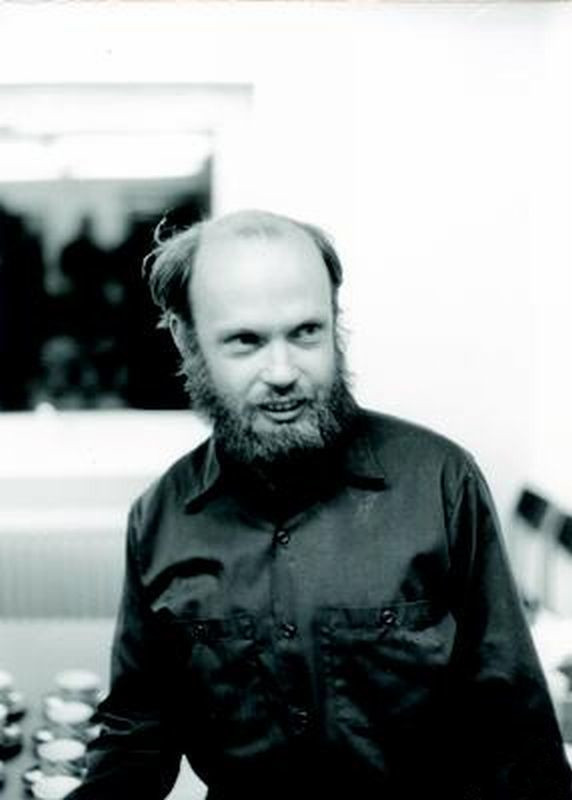
Andreas Dress 1976

Andreas Dress (* 26. August 1938 in Berlin; † 23. Februar 2024) war ein deutscher Mathematiker, der sich mit Geometrie, Kombinatorik und Anwendungen der Mathematik in der Biologie beschäftigte.

## Leben
Andreas Dress’ Vater war der Theologe Walter Dreß, der der Bekennenden Kirche angehörte; seine Mutter war Susanne Dreß, geb. Bonhoeffer, jüngste Schwester des bekannten Theologen und Widerstandskämpfers Dietrich Bonhoeffer. Andreas Dress studierte 1956 bis 1961 an der FU Berlin, an der Universität Tübingen und an der Christian-Albrechts-Universität Kiel Mathematik und wurde 1962 in Kiel bei Friedrich Bachmann promoviert (Konstruktion metrischer Ebenen). 1965 habilitierte er sich in Kiel, war danach wissenschaftlicher Rat an der FU Berlin und war ab 1969 Professor an der damals neu gegründeten Universität Bielefeld. 1967 bis 1969 und 1974 bis 1975 war er am Institute for Advanced Study in Princeton. Nachdem er 2003 in Bielefeld emeritiert worden war, war er Gastwissenschaftler am Leipziger Max-Planck-Institut für Mathematik in den Naturwissenschaften und danach dessen auswärtiges wissenschaftliches Mitglied. 2005 war er Gründungsdirektor des Partner Institute for Computational Biology der Max-Planck-Gesellschaft und der chinesischen Akademie der Wissenschaften in Shanghai. Für seine wissenschaftlichen Leistungen im Zusammenhang mit diesem Aufbau wurde Dress 2012 mit dem International Science and Technology Cooperation Award, der höchsten chinesischen Auszeichnung für internationale Wissenschaftskooperationen, und dem Freundschaftspreis der Volksrepublik China geehrt. Dress war u. a. Gastwissenschaftler bei IBM in Heidelberg, am Queen Mary College in London, am City College in New York, der Universität Kyōto, dem Scripps Research Institute in La Jolla, den Chengdu Laboratorien der chinesischen Akademie der Wissenschaften und der University of Canterbury in Christchurch (Neuseeland).
Dress befasste sich u. a. mit periodischen Pflasterungen in der Ebene und im Raum (u. a. mit seinen Mitarbeitern Olaf Delgado-Friedrichs, Daniel Huson). Beispielsweise konnte er die Pflastersteine, die zu periodischen Pflasterungen in zwei Dimensionen führen, mathematisch charakterisieren. Zur Klassifizierung der Parkettierungen führte er in den 1980er Jahren Delaney-Dress-Symbole ein. Mit Delgado und Huson bestimmte er die Pflasterungen des Raumes mit symmetrischen Pflasterbausteinen (Platonischen Körpern). Diese Arbeiten haben auch Anwendungen in Kristallographie und Chemie. Delgado und Huson entwickelten auch Computerprogramme zur Konstruktion und Aufzählung der Pflasterungen (nicht nur in der euklidischen Ebene, sondern auch auf der Sphäre, der hyperbolischen Ebene). Sein späterer Forschungsschwerpunkt waren mathematische Modelle für verschiedenste biologische Prozesse, z. B. in der Phylogenetik (Abstammungsbäume, basierend auf Metriken in Sequenzräumen), Evolutionsprozessen auf molekularer Ebene, Wechselwirkung von Proteinen in der Zelle.
1998 war er Invited Speaker auf dem Internationalen Mathematikerkongress in Berlin (The tree of life and other affine buildings mit Werner Terhalle). Auf der German Conference on Bioinformatics 2013 in Göttingen war er einer der Hauptredner (keynote speaker).

## Schriften
- Zur Spectralsequenz von Faserungen. Invent. Math. 3, 1967, S. 172–178.
- Newman’s theorems on transformation groups. Topology 8, 1969, S. 203–207.
- Induction and structure theorems for orthogonal representations of finite groups. Ann. of Math. (2) 102 (1975), Nr. 2, S. 291–325.
- mit Huson: On tilings of the plane. Geometriae Dedicata, Bd. 24, 1987, S. 269–296.
- Presentations of discrete groups, acting on simply connected manifolds. Advances in Mathematics, Bd. 63, 1987, S. 196–212 (Dress-Delgado-Symbole).